# Décennie 1520 en arts plastiques
Chronologie des arts plastiques
Années 1510 - Années 1520 - Années 1530
Cet article concerne les années 1520 en arts plastiques.

## Événements
- Le maniérisme apparaît dans les milieux florentins, siennois et romains dans les années 1520 et se propage en Italie et en Europe après le sac de Rome en 1527. Il désigne un art qui cherche à définir son autonomie, à se détacher de la réalité première en mettant en relief l’Idée de l’artiste, à transposer dans la matière le concept artistique[1].

- 6 avril 1520 : mort de Raphaël ; son dernier tableau, La Transfiguration, est achevée par son élève Giulio Romano[2].
- 1522 : Jean Clouet devient le peintre de cour de François Ier de France[3].
- 1526 : début du premier séjour du peintre Hans Holbein en Angleterre (1526-1528 et 1532-1543)[4]. De 1522 à 1523, il grave sur bois une série de quarante et une gravures sur bois traitant du thème allégorique médiéval de la danse macabre, publiée en 1538 dans un recueil intitulé « Simulacres et histoires facées de la mort »[5], et une série de frontispices pour la traduction allemande de la Bible faite par Martin Luther publiée à Bâle à la fin de 1523[6].
- 31 mai-1er juin 1528 : des partisans de la Réforme protestante mutilent une statue de la Vierge à l'Enfant à Paris, suscitant l'émotion de la population parisienne et de François Ier[7].
- 1528 : parution posthume de Quatre Livres sur les proportions humaines de Albrecht Dürer[8].

- 9 février 1529 : première vague du Bildersturm ; après le carnaval, des émeutes éclatent à Bâle sur la place de l’hôtel de ville ; elles culminent avec des actes iconoclastes à la cathédrale et les églises demeurées catholiques[9].

## Réalisations
- 1520-1521 : Vertumne et Pomone, fresque de la villa de Poggio a Caiano (Prato) réalisé pour les Médicis par le Pontormo[10].

- 1520-1524 : Le Corrège travaille sur la fresque l’Ascension du Christ ou la Vision de saint Jean à Patmos dans la coupole de l’église de Saint-Jean-l’Évangéliste, à Parme[11].
- Vers 1520-1522 : Portrait de François Ier en saint Jean-Baptiste, peinture attribuée à Jean Clouet[12].
- 1521-1522 : Le Christ mort, tableau du peintre allemand Hans Holbein le Jeune[13].

- 24 octobre 1522 : Le Corrège reçoit la commande du retable dit L'Adoration des bergers ou La Nuit, peint en 1528[14].

- 30 janvier 1523 : le Titien livre Bacchus et Ariane, toile commandé par Alphonse Ier d'Este[15].
- 1523 :
  - Hercule et Antée, tableau de Jan Gossaert[16].
  - Portrait d'Érasme de Rotterdam écrivant, de Hans Holbein le Jeune[17].
  - Moïse défend les filles de Jethro, tableau de Rosso Fiorentino[17].
- 1523-1524 : Autoportrait dans un miroir convexe, du Parmigianino[17].
- Vers 1523-1525 :
  - Rencontre de saint Érasme et de saint Maurice, toile de Matthias Grünewald[18].
  - La Bacchanale à Andros, toile du Titien[19].

- 1524-1526 : Hans Holbein le Jeune peint le retable de La Passion du Christ[20].
- Vers 1524-1526 : Noli me tangere[21] et Martyre de quatre saints, toiles du Corrège[22].
- Vers 1524-1527 : Vénus, Satyre et Cupidon, toile du Corrège[23],[24].
- 1525 : Andrea del Sarto réalise la lunette de la Madone au sac pour le cloître de la Santissima Annunziata[25].
- Vers 1525 : L'Homme au gant, du Titien[17].
- 1525-1528 : La Déposition du Pontormo, Sainte-Félicité, Florence[17].
- Vers 1525 : L'Éducation de Cupidon, toile du Corrège[26].
- Vers 1525-1530 : Tête du Christ, tableau du Corrège[27].

- 1526 :
  - le peintre allemand Albrecht Dürer peint Les Quatre Apôtres, sa dernière grande réalisation ; il peint la même année les portraits de Hieronymus Holzschuher, de Jakob Muffel et de Johann Kleberger[28].
  - Laïs de Corinthe, tableau de Hans Holbein le Jeune[29].
- 1526-1527 :
  - Jugement Dernier, polyptyque peint par Lucas de Leyde[30].
  - Andrea del Sarto achève la Cène, sa dernière fresque importante, peinte dans le réfectoire du couvent de San Salvi, près de Florence[31].

- 1526-1529 : L'Assomption Passerini, peinture d'Andrea del Sarto[32].
- 1526-1530 : Le Corrège peint l’Assomption de la Vierge, fresque de la coupole de la cathédrale de Parme[11].
- 1526-1531 : La Madone du bourgmestre Meyer, retable du peintre allemand Hans Holbein le Jeune[29].

- 1527 : Portrait de Thomas More, de  Hans Holbein le Jeune[33].
- Vers 1527-1528 ou 1529-1530 : Madonna della Scodella, tableau du Corrège[21].
- Vers 1527-1529 : La Sainte Famille Borgherini, peinture d'Andrea del Sarto[34].
- 1528 : Portrait de Nicolaus Kratzer, de  Hans Holbein le Jeune[33].
- Vers 1528 :
  - Madone en gloire et saints ou Pala di Gambassi, retable d'Andrea del Sarto[35].
  - Le Jugement de Pâris, toile de Lucas Cranach l'Ancien[36].
- 1529 : La Bataille d'Alexandre, peinture d'Albrecht Altdorfer[37].

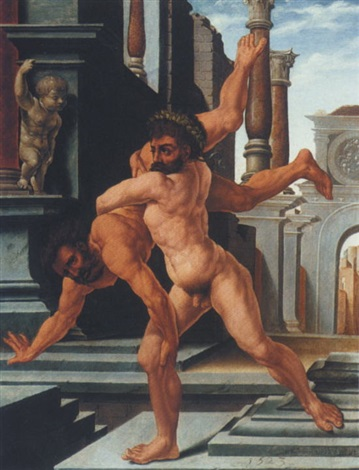
Hercule et Antée, Jan Gossaert
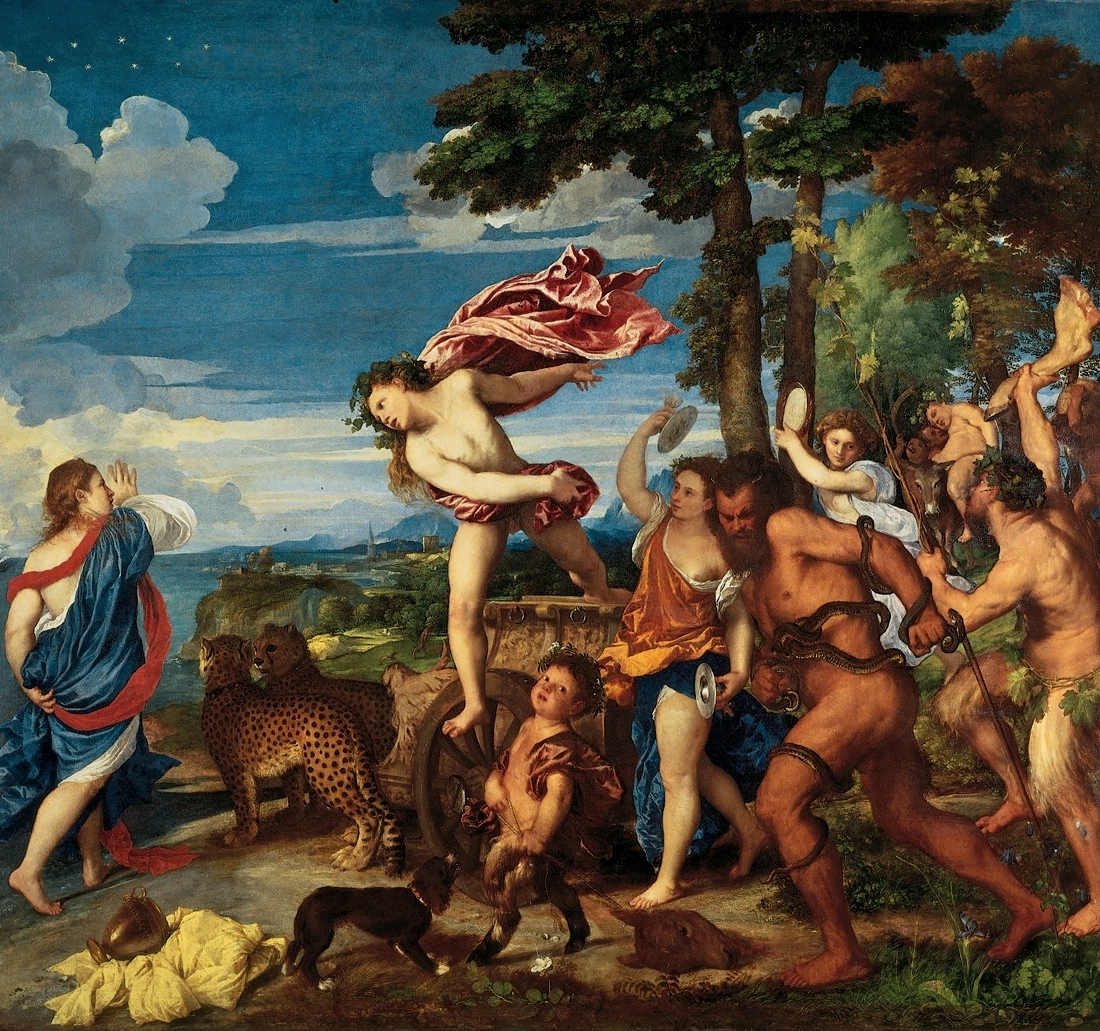
Bacchus et Ariane, Titien.
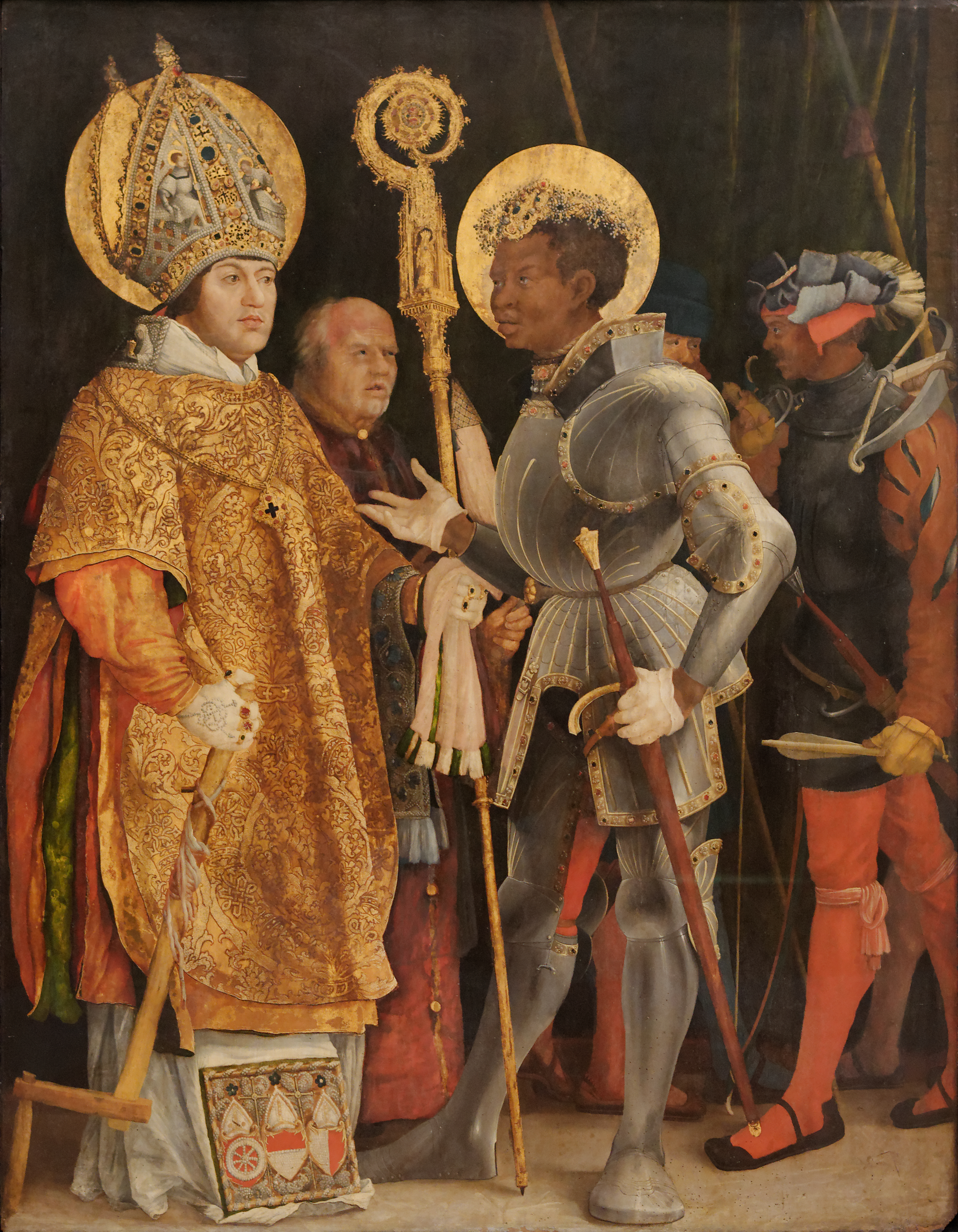
Saint Érasme et Saint Maurice, Matthias Grünewald.
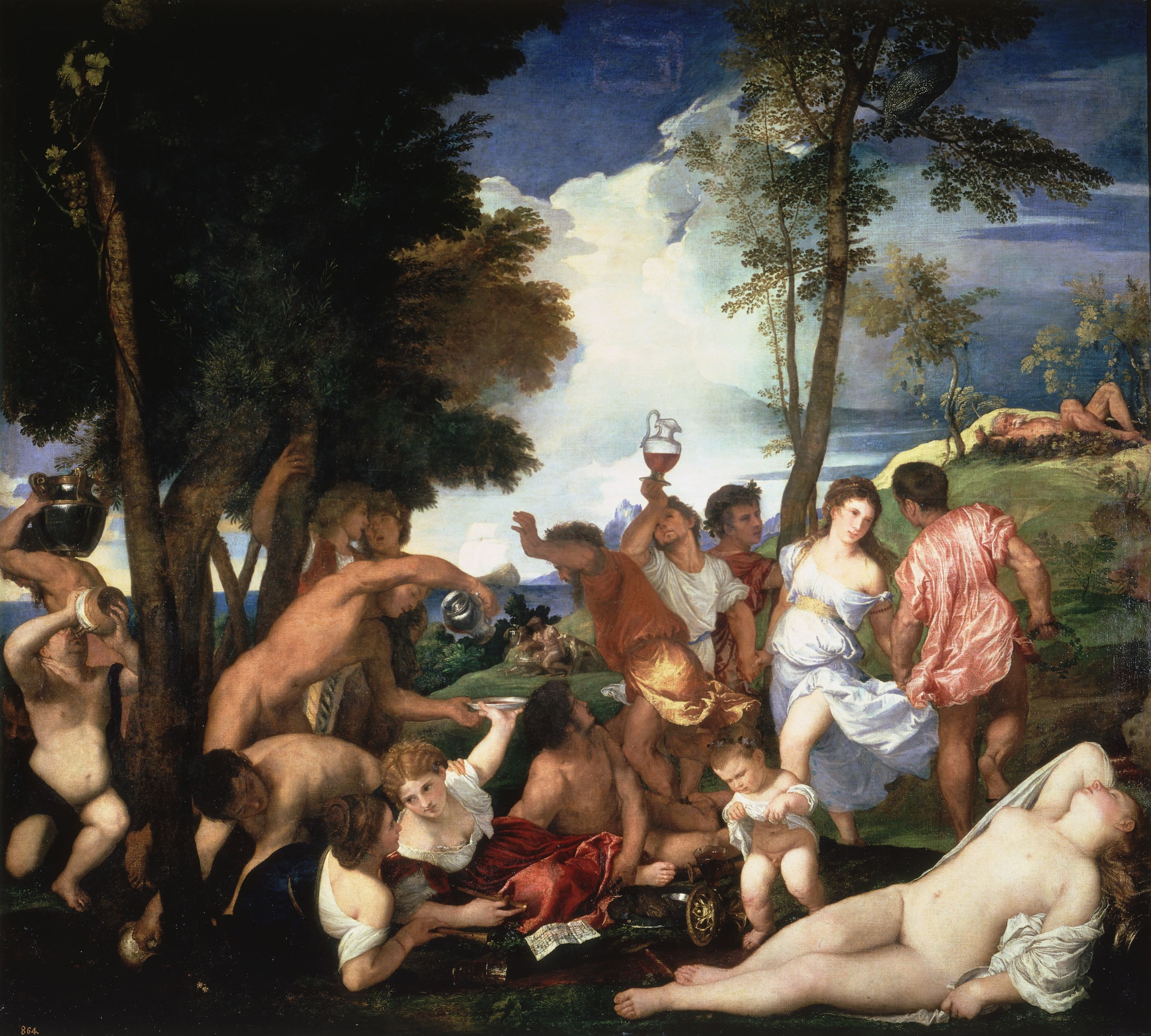
La Bacchanale à Andros, Titien.
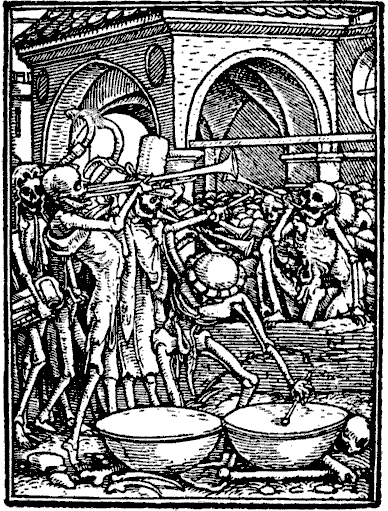
série de gravures de la Danse macabre, de Hans Holbein sur Commons
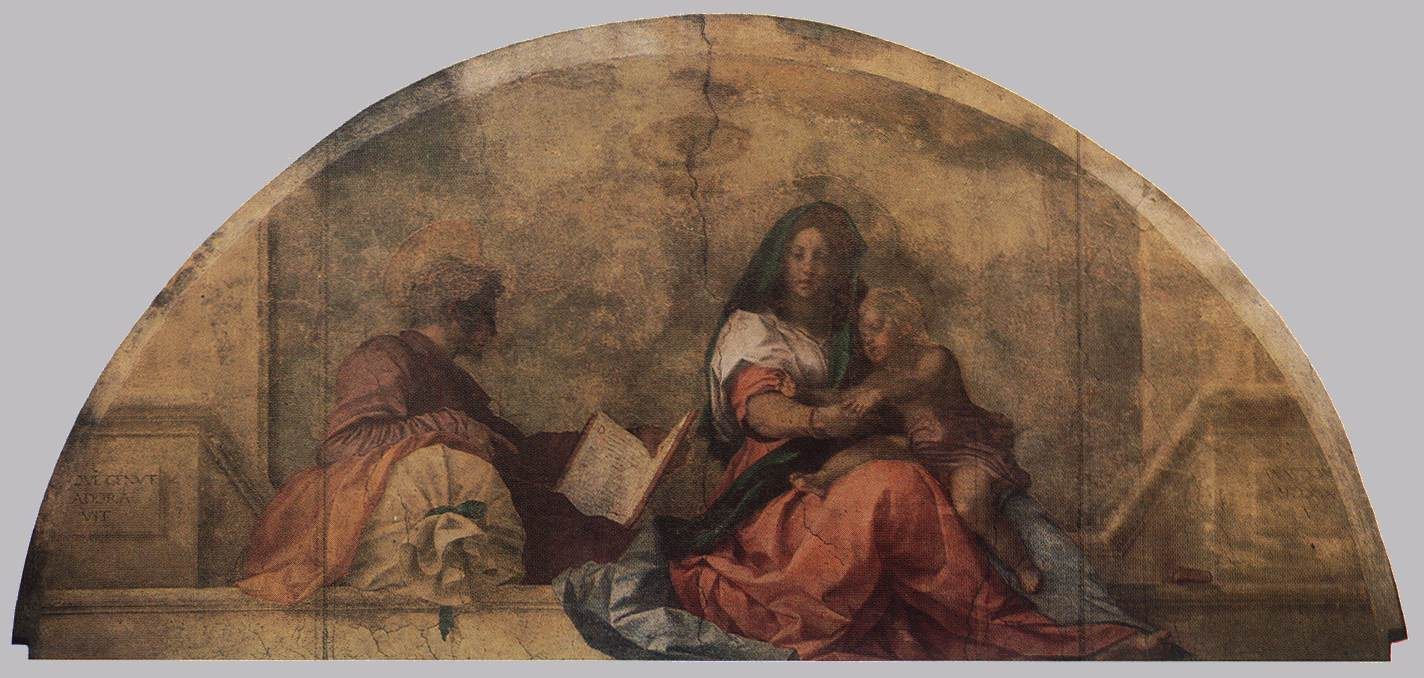
Madone au sac, Andrea del Sarto.
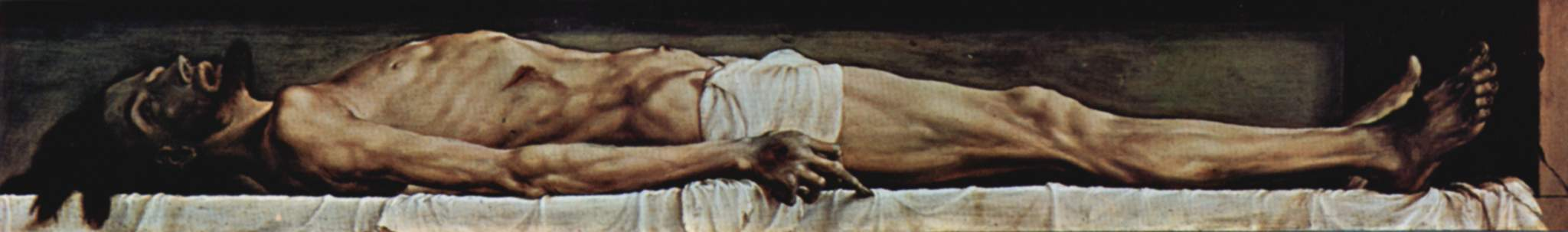
Le Christ mort, Hans Holbein le Jeune.
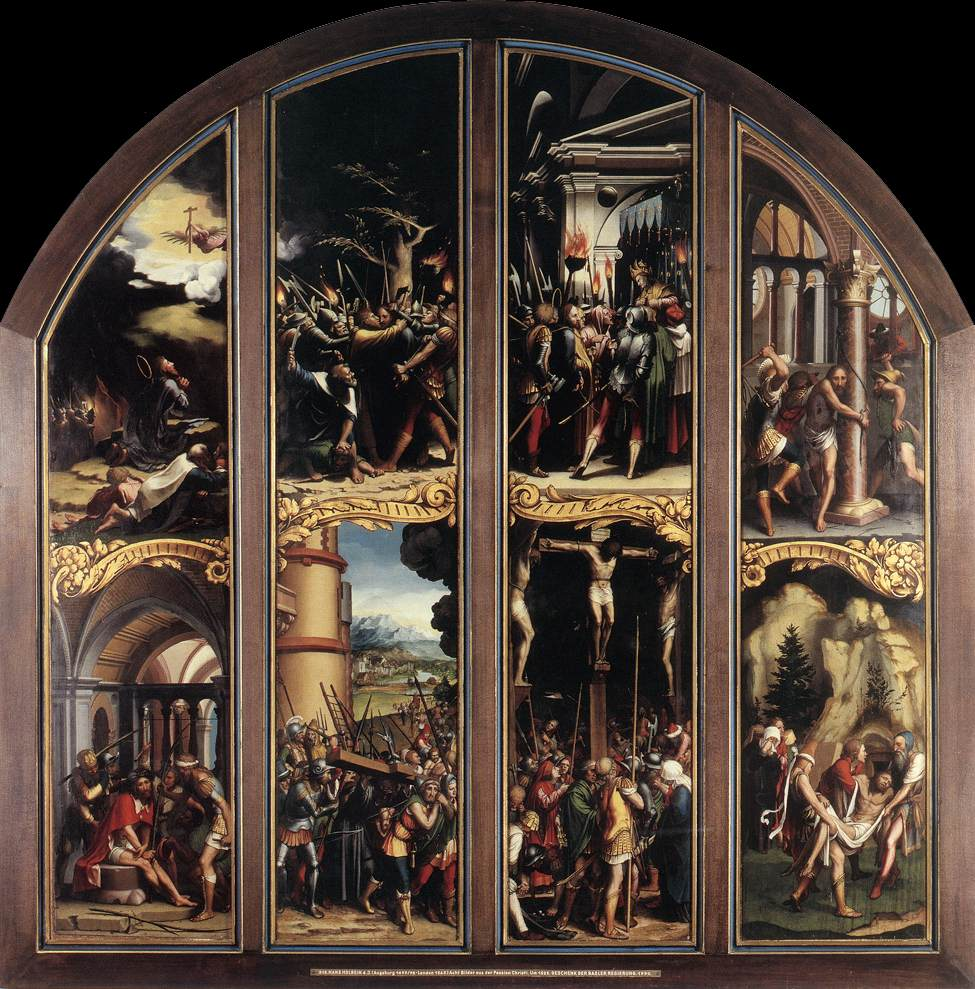
La Passion du Christ,Hans Holbein le Jeune.
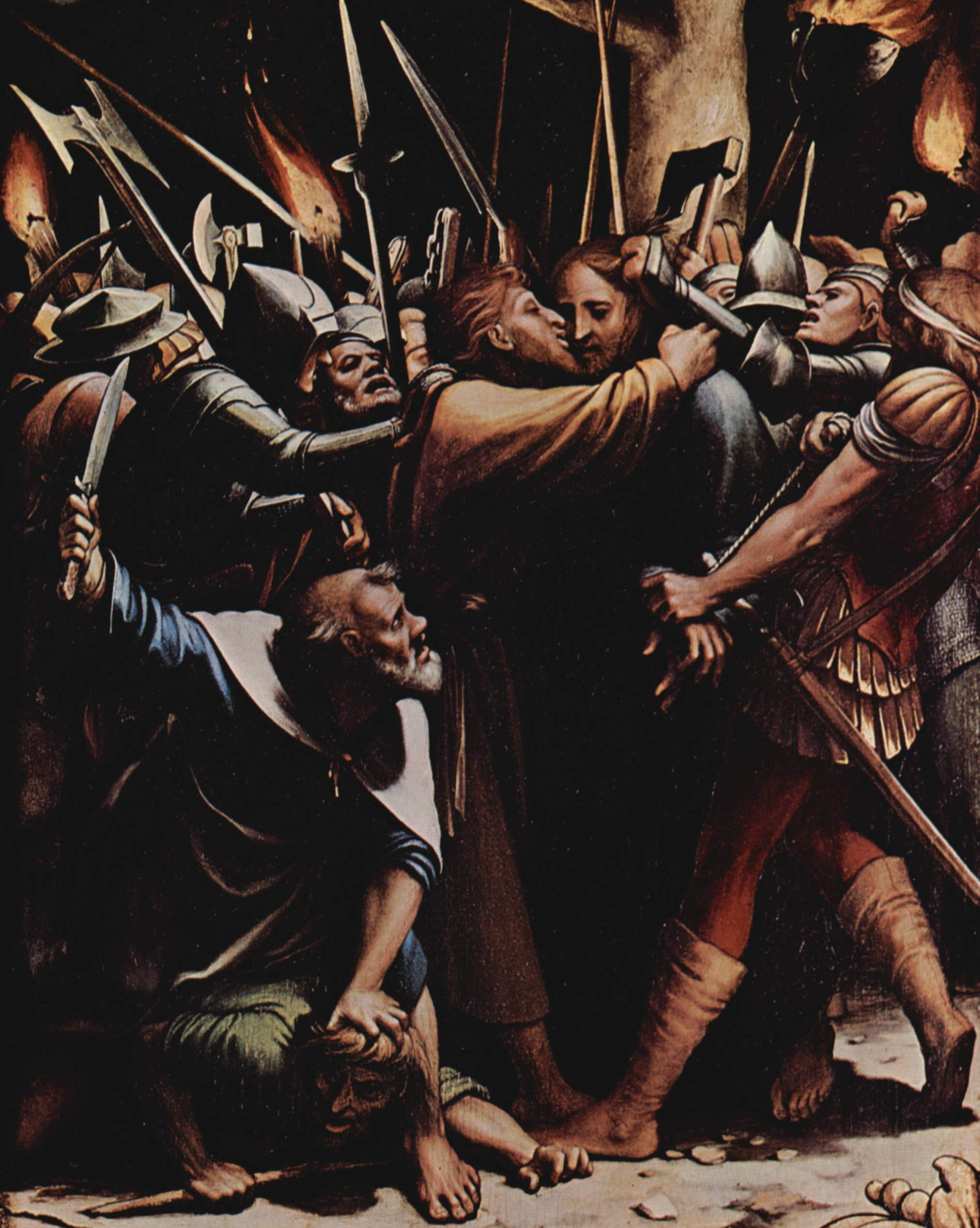
La Passion du Christ, Hans Holbein le Jeune.
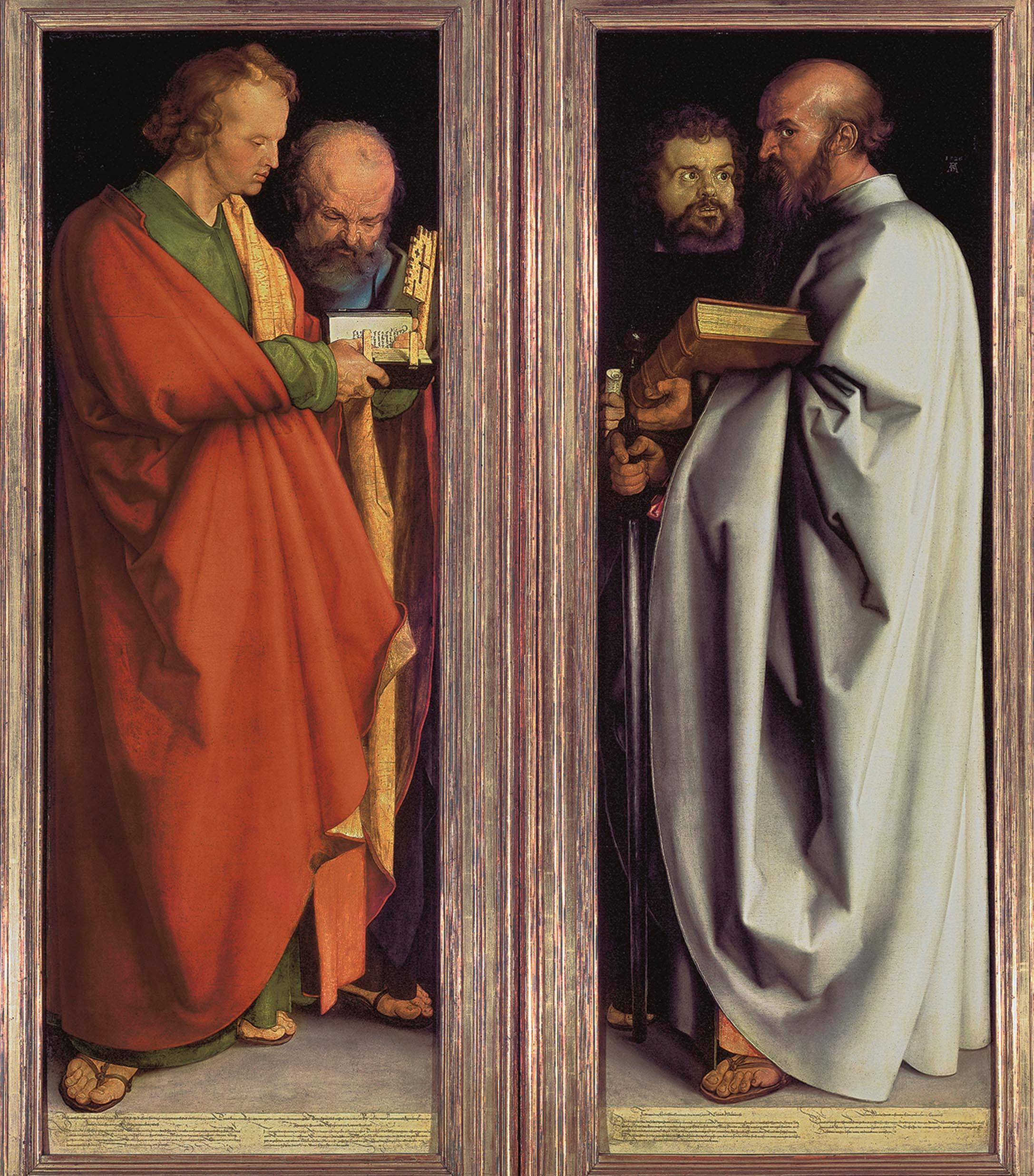
Les quatre apôtres, Albrecht Dürer.
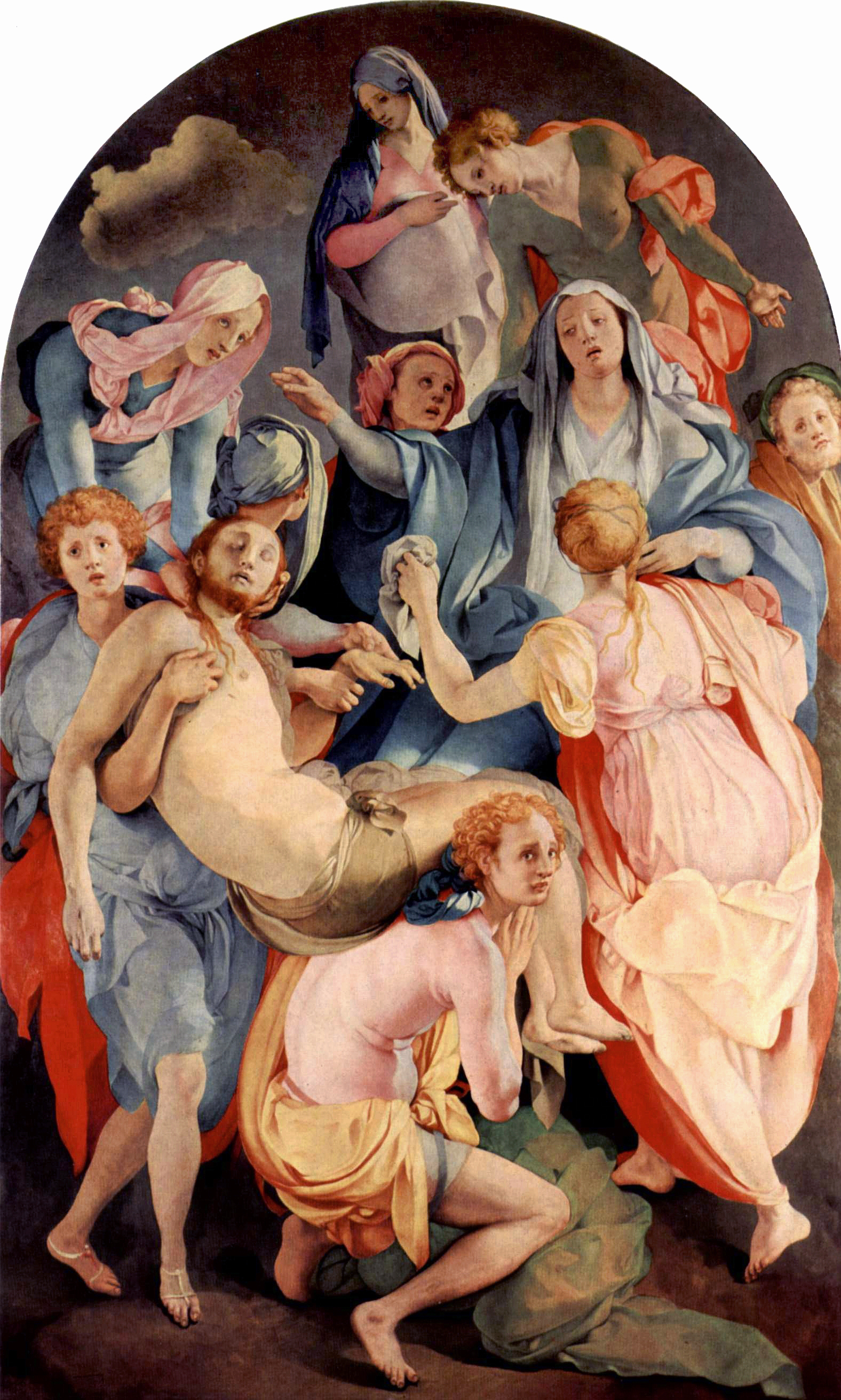
La Déposition, Pontormo.
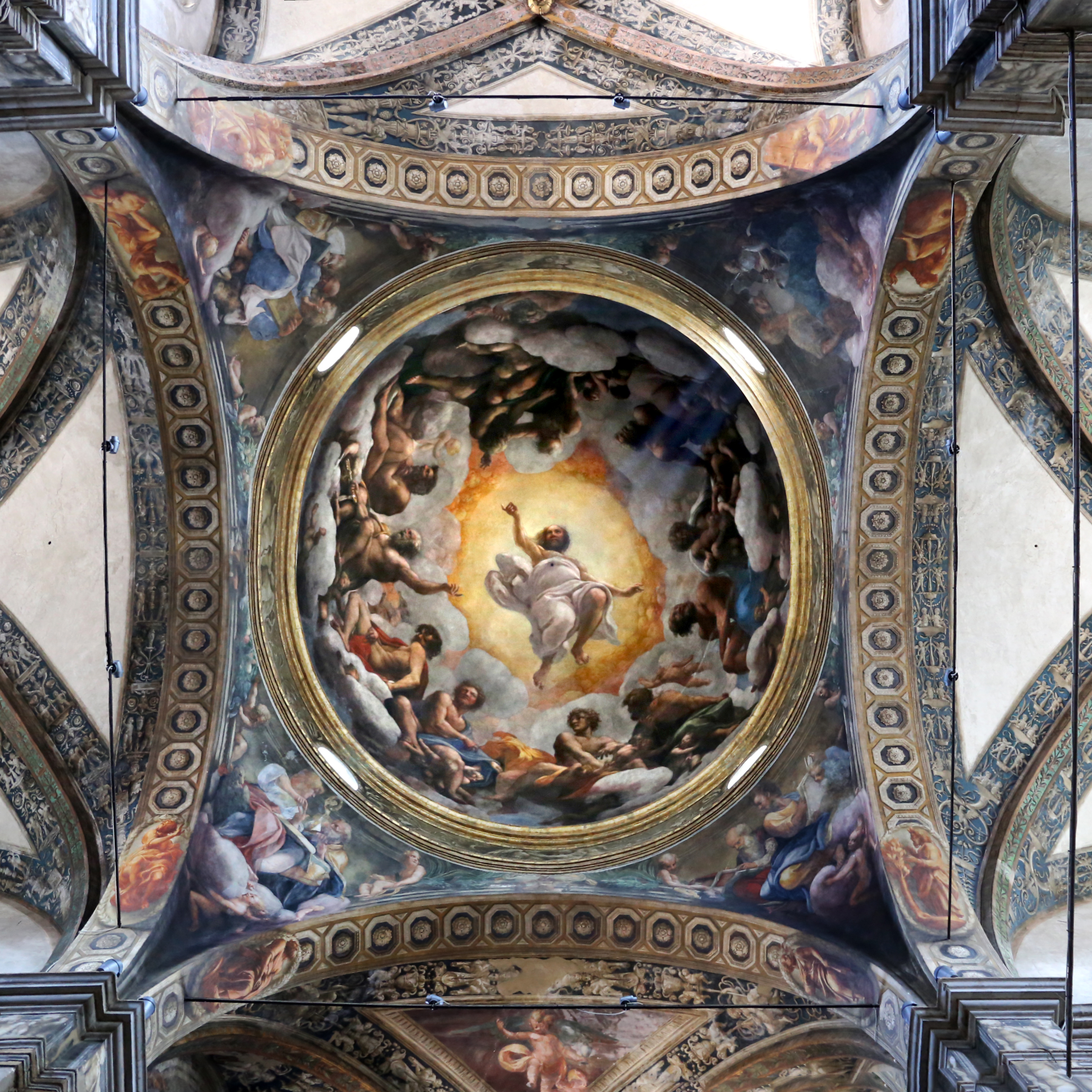
L’Ascension du Christ, Corrège.
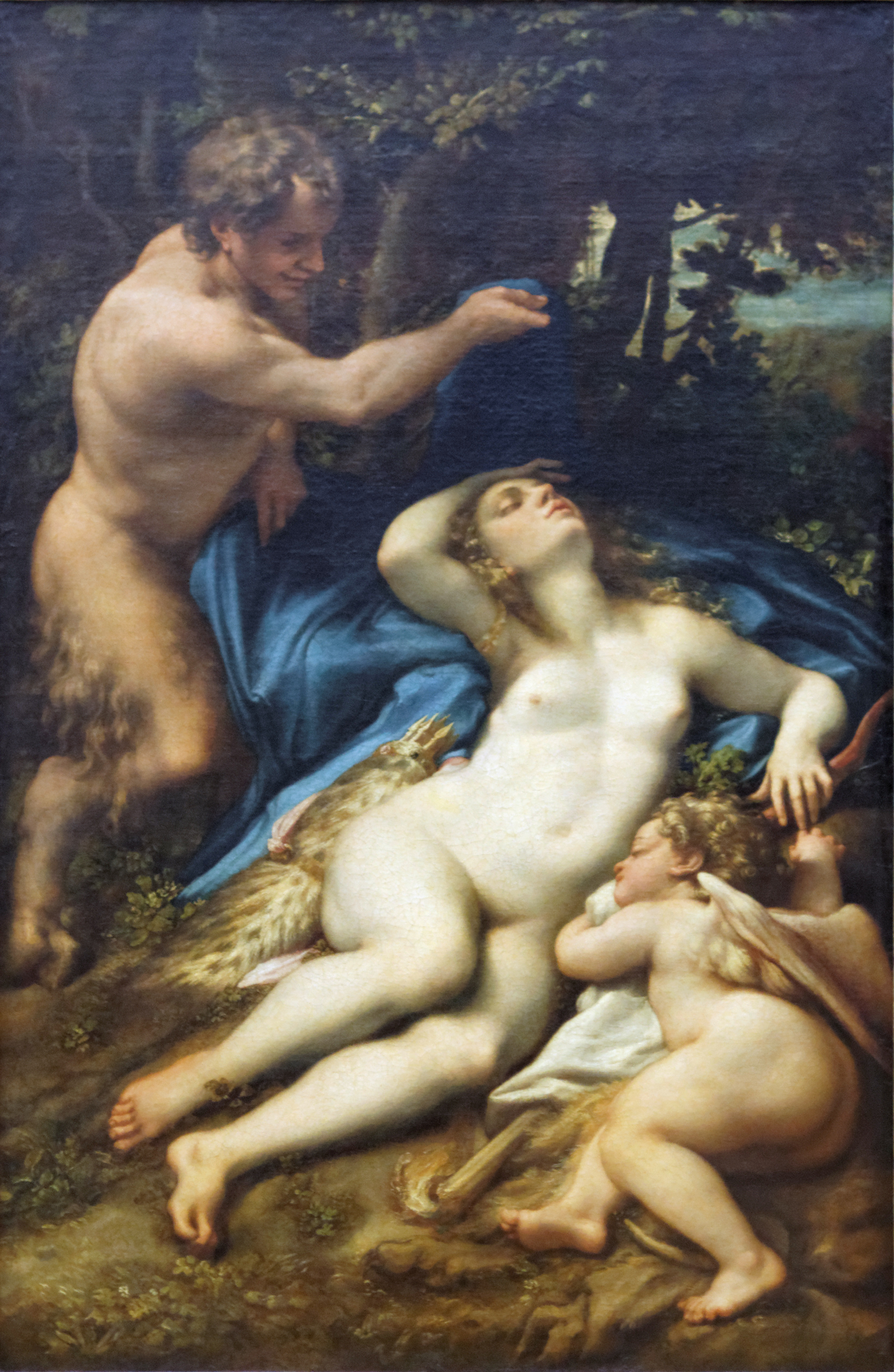
Vénus, Satyre et Cupidon, Corrège
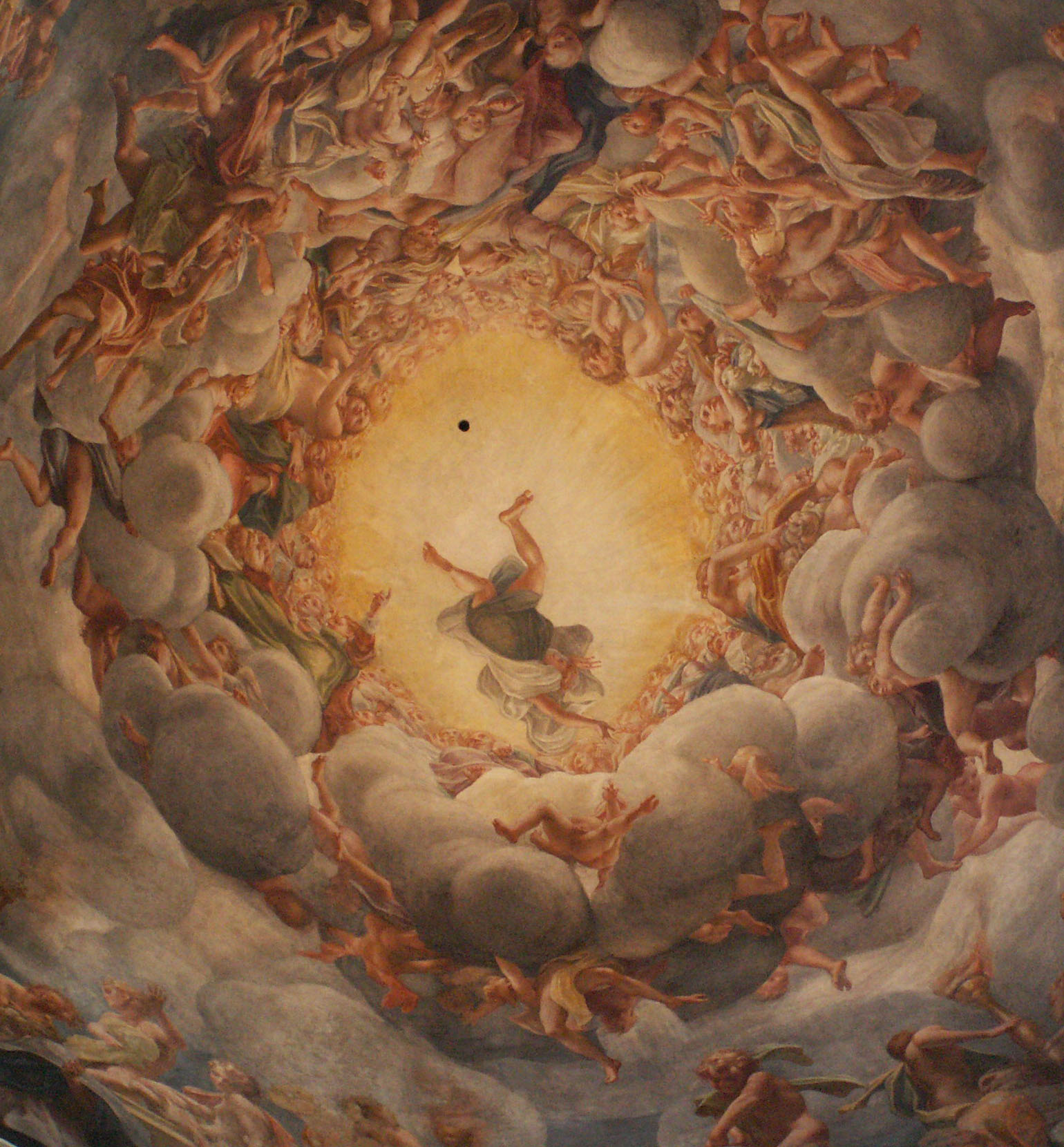
l’Assomption de la Vierge, Corrège.
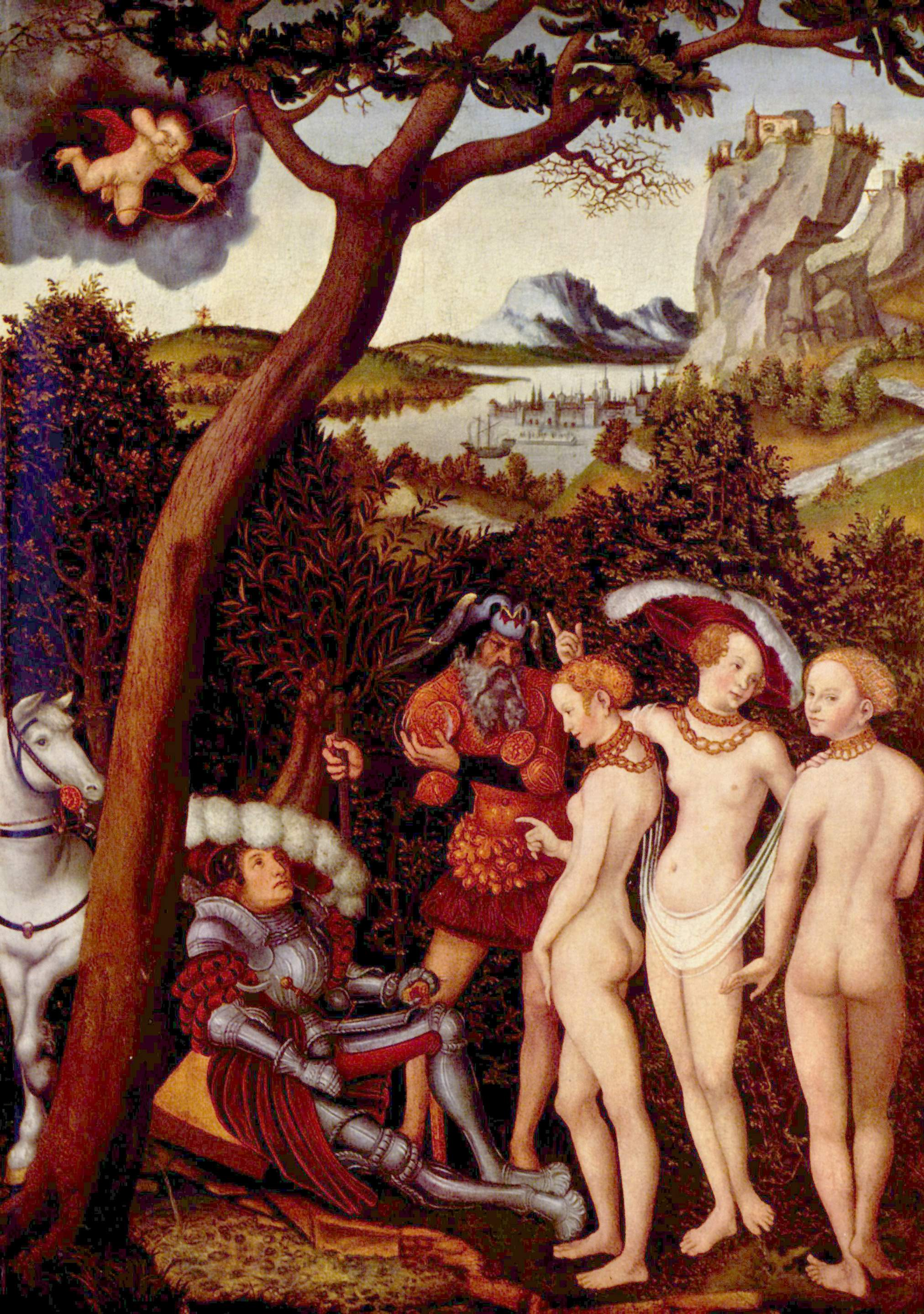
Le Jugement de Pâris, Lucas Cranach l'Ancien.
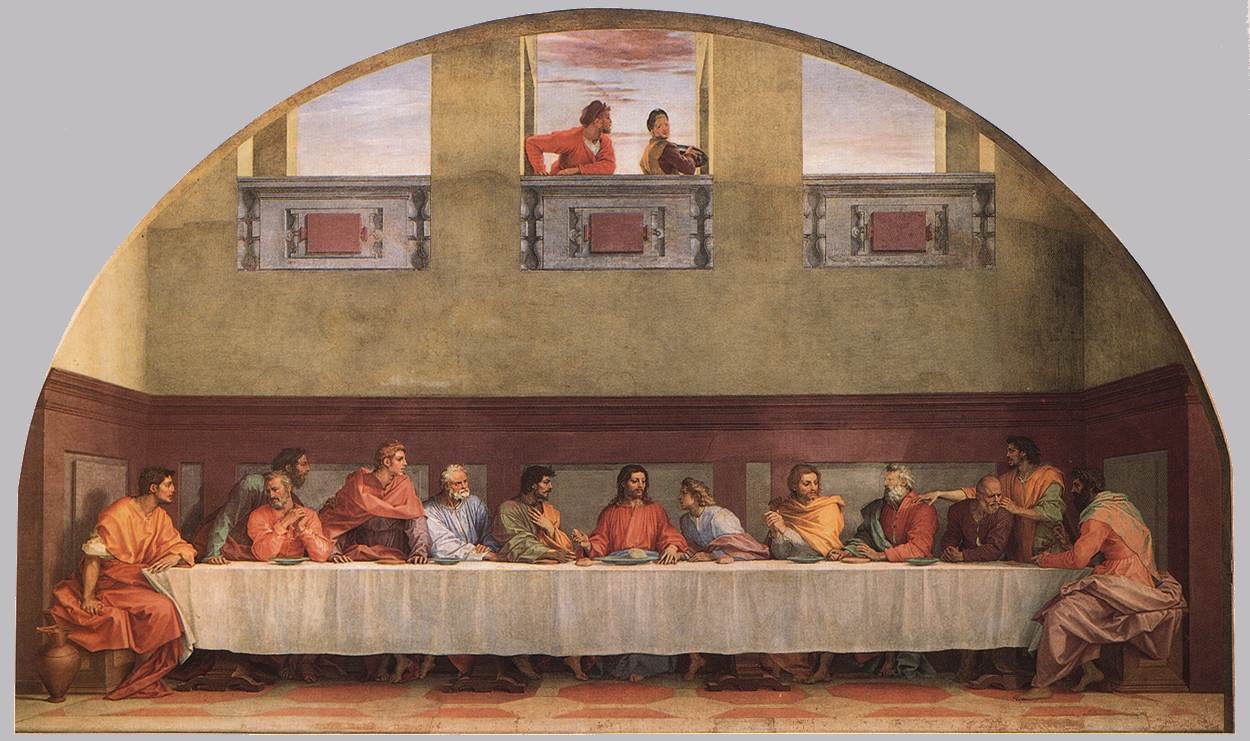
La Cène, Andrea del Sarto